# Caladenia pholcoidea
Caladenia pholcoidea är en orkidéart som beskrevs av Stephen Donald Hopper och Andrew Phillip Brown. Caladenia pholcoidea ingår i släktet Caladenia och familjen orkidéer.

## Underarter
Arten delas in i följande underarter:
- C. p. augustensis
- C. p. pholcoidea